# Drugi plan Foucheta
Drugi plan Foucheta – przedstawiony 18 stycznia 1962 roku plan integracji państw Europy Zachodniej. Francja zaprezentowała go zajmującemu się pogłębianiem współpracy państw EWG komitetowi Christiana Foucheta jako propozycję na odrzucony miesiąc wcześniej pierwszy plan Foucheta.
Plan odzwierciedlał lansowaną przez Francję koncepcję Europy Ojczyzn. Można w nim było dostrzec gaullistowską chęć zbudowania zjednoczonej Europy, która byłaby na tyle silna, by mogła politycznie konkurować ze Stanami Zjednoczonymi. Plan zawierał propozycje integracji w sferach polityki zagranicznej, obronności, kultury i nauki, a także, co go znacząco różniło od pierwszego planu Foucheta, w kwestiach gospodarczych.
Zmianie miała ulec instytucjonalna struktura Unii: Radę miały stanowić spotkania głów państw członkowskich, a jako niższy organ miał powstać Komitet Ministrów, składający się z szefów dyplomacji lub ministrów edukacji.
Plan został negatywnie przyjęty przez pozostałych członków Wspólnot. Głównymi jego przeciwnikami były Belgia i Holandia, a częściowo także Włochy. O jego odrzuceniu zdecydowała zbyt mała skłonność Francji do głębszej integracji oraz jej niekonsekwencja w propozycjach. Ponadto powodem, który negatywnie wpływał na porozumienie wewnątrz Wspólnot, była polityka francuska, która miała na celu uczynienie z Europy Zachodniej jednej z trzech głównych sił ówczesnego świata (obok USA i bloku komunistycznego) poprzez wyparcie amerykańskich wpływów z Europy i reformę NATO. Integrację utrudniało również blokowanie przez Francję wejścia do EWG proamerykańskiej Wielkiej Brytanii. Innym powodem, który przyczynił się do odrzucenia drugiego planu Foucheta, było zbliżanie się Francji i RFN, co w krajach Beneluksu i Włoszech wywoływało obawy o możliwość zachwiania równości praw państw w obrębie EWG. Plan został ostatecznie odrzucony w kwietniu 1962 roku.